# Los Pueblos Deciden

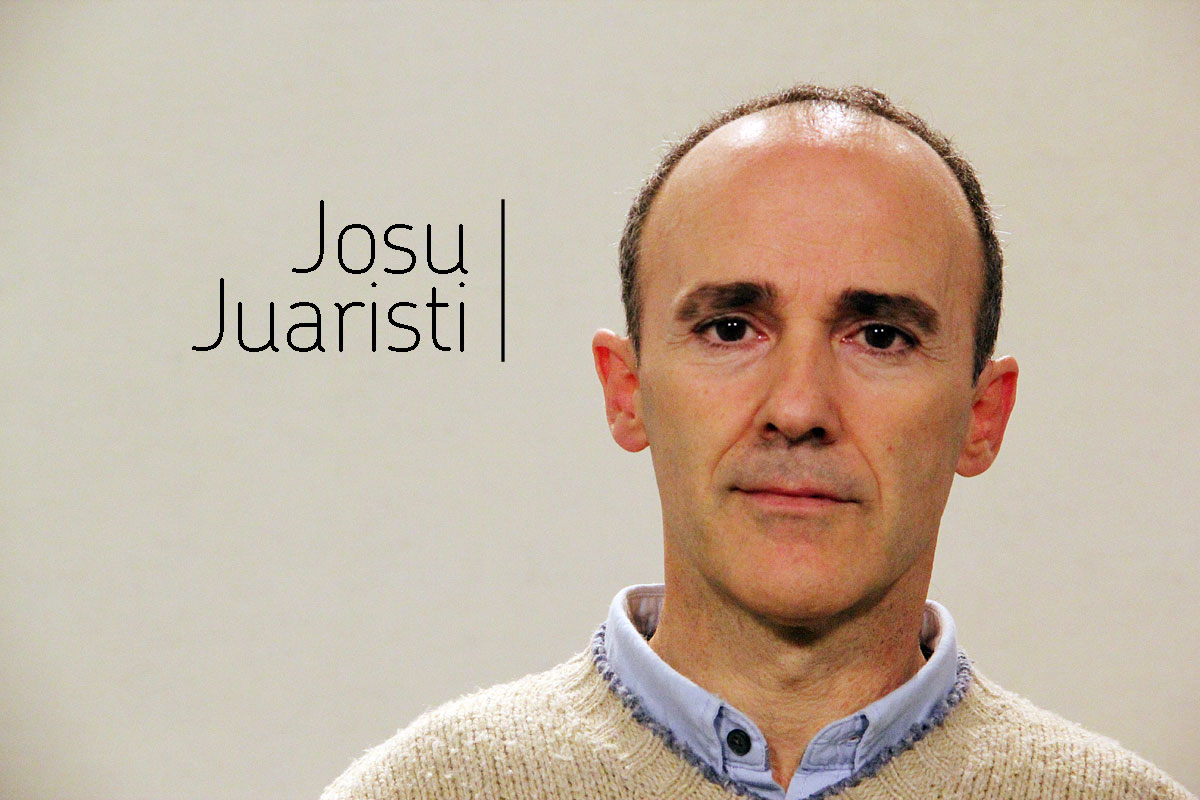
Josu Juaristi – lider listy wyborczej koalicji

Lud Decyduje (hiszp. Los Pueblos Deciden, bask. Herriek Erabaki, galic. Os Pobos Deciden, LPD) – wyborcza koalicja hiszpańskich regionalnych, separatystycznych, eurosceptycznych, socjalistycznych i nacjonalistycznych partii politycznych.
Sojusz powstał w 2014 celem wspólnego startu w wyborach europejskich w tym samym roku. Zawiązały go działająca w Kraju Basków i wspólnocie autonomicznej Nawarry Euskal Herria Bildu (koalicja tworzona m.in. przez ugrupowania Eusko Alkartasuna, Aralar i Sortu) oraz Galisyjski Blok Nacjonalistyczny. Dołączyły do nich mniejsze organizacje polityczne z Aragonii, Asturii i Wysp Kanaryjskich. Listę wyborczą sojuszu otworzył baskijski dziennikarz Josu Juaristi.
W głosowaniu z 25 maja 2014 LPD uzyskała około 2,1% głosów i 1 mandat w PE VIII kadencji.